# Flotilla de Aeronaves
La Flotilla de Aeronaves (FLOAN) es el arma aérea de la Armada Española desde 1954. Es la encargada de dar apoyo y protección aérea a la flota y prestar apoyo aéreo a la Infantería de Marina. Está formada por 11 escuadrillas en total, siete de ellas en estado activo y cuatro desactivadas, cada una equipada con un modelo específico de aeronave.
Cabe decir que la Novena Escuadrilla, con sus aviones McDonnell Douglas AV-8B Harrier II, que operan desde el buque de proyección estratégica Juan Carlos I convierte a España en uno de los pocos países que actualmente cuentan con aparatos de ala fija embarcados.

## Historia

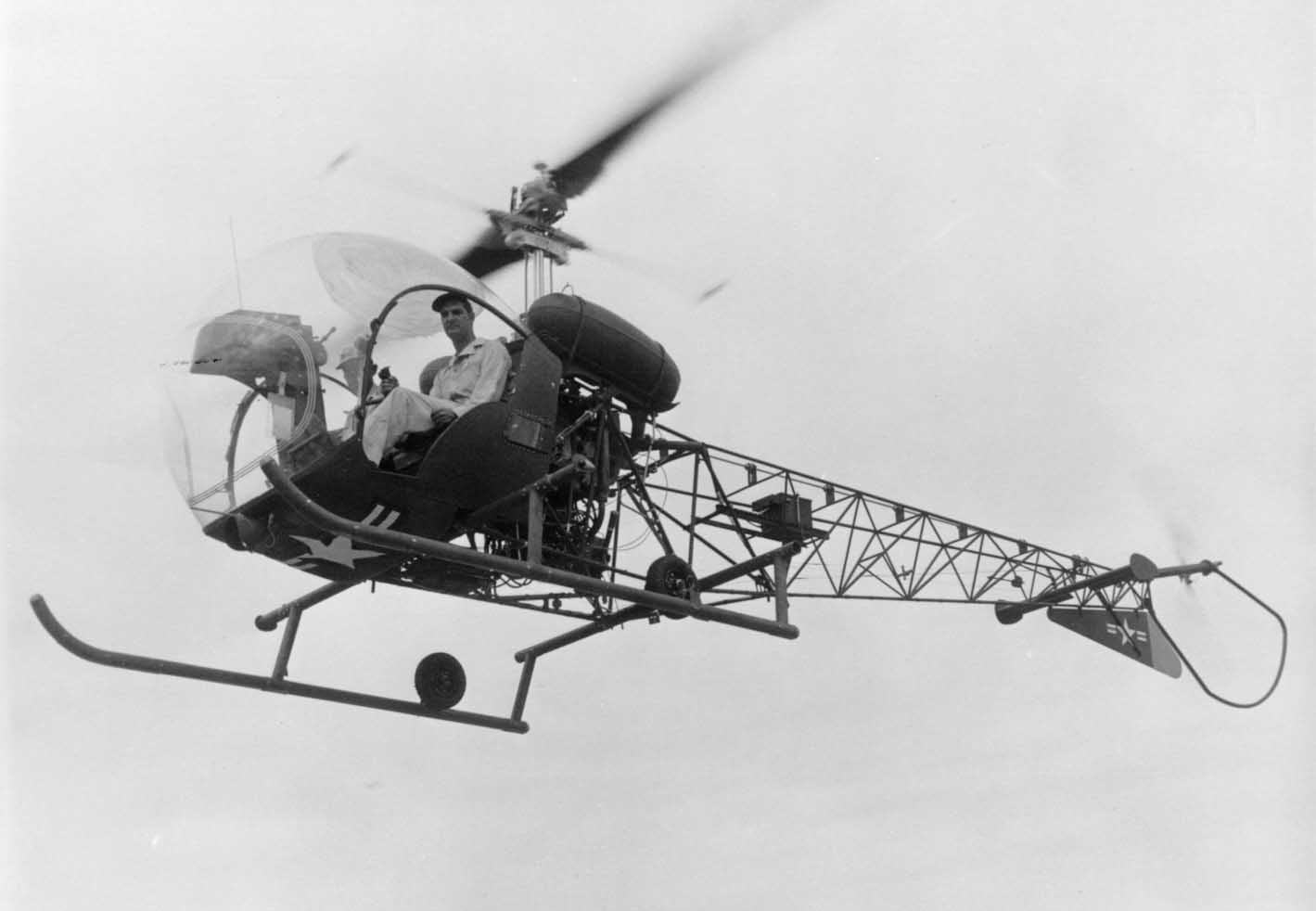
Helicóptero Bell 47, similar a los que llegaron al Arma Aérea de la Armada en 1954.

El arma aérea de la Armada es descendiente directa de la Aeronáutica Naval creada en 1917 con hidroaviones y dirigibles que operaban desde 1922, desde el portahidroaviones Dédalo. Este cuerpo aeronaval estuvo activo hasta el final de la Guerra Civil, cuando la escasez de oficiales casi la hizo desaparecer.
Pero con la llegada de la ayuda estadounidense de 1954 se cambiaron las tornas, gracias a la adquisición de tres helicópteros Bell 47 y a la instrucción de tres oficiales y tres mecánicos en los Estados Unidos para su manejo. Así nació la nueva arma aérea y, dentro de esta, la 1.ª Escuadrilla de Aeronaves equipada con este aparato.
Estos helicópteros estaban, en un principio, basados en la Escuela Naval Militar de Marín, Pontevedra, donde realizaban labores de instrucción en su pequeño helipuerto. Estando basados aquí se tuvieron las primeras experiencias de los helicópteros en 1955 sobre el remolcador RR-19, donde se había habilitado una pequeña plataforma sobre la caseta de popa, y los minadores Marte y Neptuno, de la clase Júpiter, especialmente adaptados para ello con la instalación de una pequeña plataforma a popa. Pero en 1957, con el aumento de actividad de los helicópteros y la llegada de los nuevos Sikorsky S55/CH-9E, se procedió al traslado de los aparatos a la nueva Base Aeronaval de Rota, en Cádiz, que desde los acuerdos de ayuda estadounidenses se comparte con EE. UU. Dicha actividad conjunta sería muy beneficiosa para el arma aérea, ya que se obtuvo mucha experiencia de los americanos en el mantenimiento y operación de los helicópteros.
En 1963 se crea la 1.ª Escuadrilla de Aeronaves con los Bell 47 y la 2.ª Escuadrilla con los CH-9E, pero aún seguían operando desde sus bases instaladas en tierra. Los destructores Roger de Lauria y Marqués de la Ensenada, ambos de la clase Oquendo, fueron los primeros buques adaptados para embarcar un helicóptero ligero antisubmarino tras su modernización al modelo estadounidense FRAM II.
El momento más importante de la incipiente arma aérea de la Armada Española fue el alquiler a la Armada estadounidense del portaaviones ligero USS Cabot (CVL-28) en 1967 por un periodo de cinco años. El nuevo buque fue renombrado PH-01 Dédalo, siendo su función principal incrementar la capacidad antisubmarina de la flota española al disponer de una plataforma naval adecuada para potenciar su capacidad aérea de combate. Este buque acabó siendo comprado en el año 1973.
Con la llegada del Dédalo se inicia la adquisición de nuevos modelos de helicópteros, como cuatro Agusta-Bell AB 204B en versión antisubmarina, los seis Sikorsky SH-3D Sea King y cinco pequeños MD500M también en versión ASW, lo cual dio nacimiento a las 3.ª, 5.ª y 6.ª Escuadrillas, respectivamente.

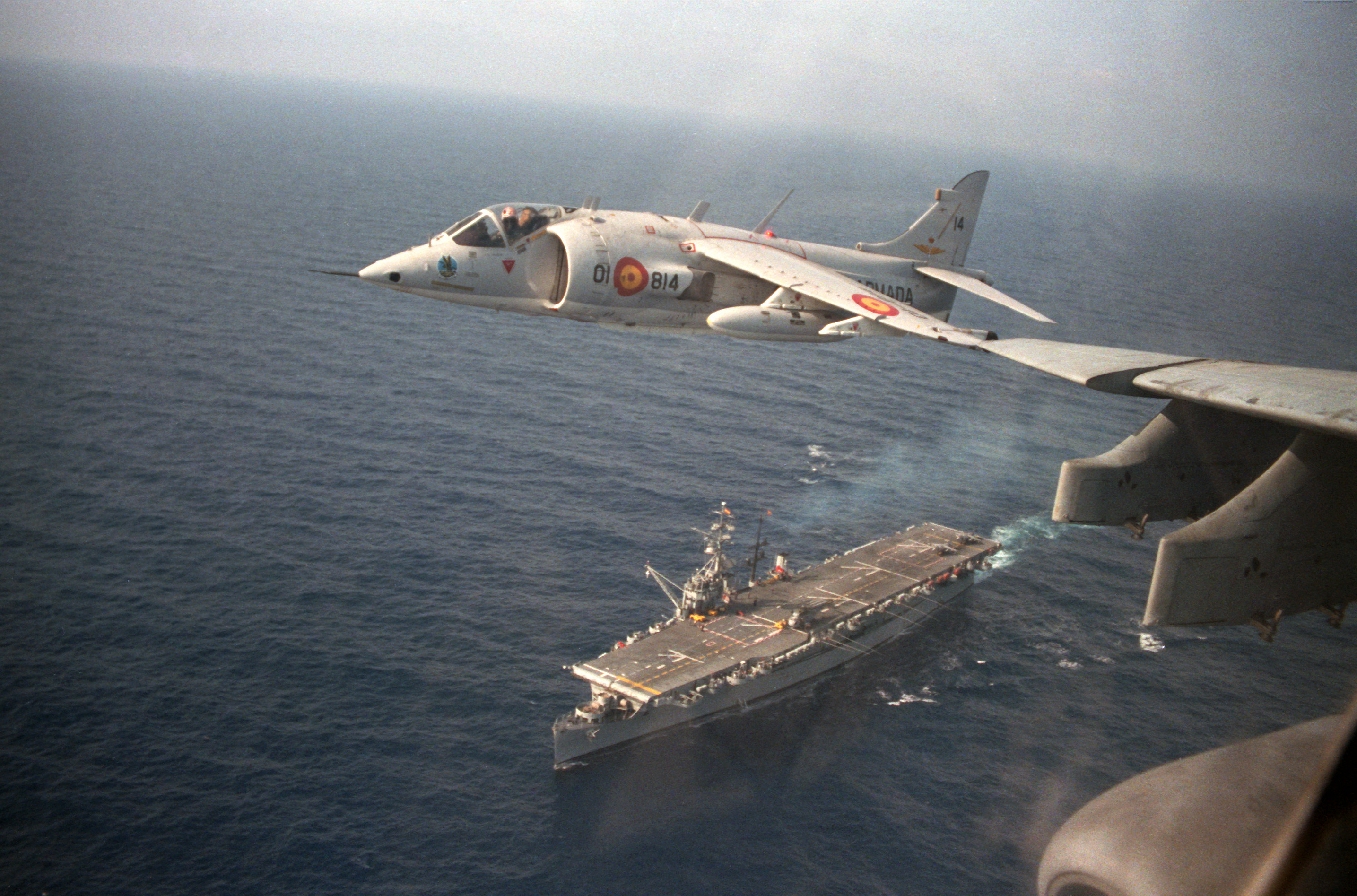
Un AV-8S Matador sobrevolando el portaaeronaves Dédalo.

Iniciados los años 70, se aumentó el número de unidades y se formaron dos nuevas Escuadrillas: la 7.ª, formada por 8 helicópteros de ataque AH-1G HueyCobra y la 8.ª, compuesta por cazabombarderos V/STOL McDonnell Douglas AV-8A/S Matador y de entrenamiento TAV-8A/S. Con la llegada de este nuevo material fue dada de baja la 2.ª Escuadrilla en 1976 y progresivamente se fueron sustituyendo los AB 204 de la 3.ª Escuadrilla por los AB 212. Al llegar una nueva ayuda norteamericana, se incrementó la capacidad aeronaval de la Armada española, ya que muchos de estos buques tenían cubierta de vuelo. Dichos buques eran el Galicia, Velasco, Martín Álvarez, Conde de Venadito, de la clase Terrebonne Parish/Velasco, Churruca, Gravina, Méndez Núñez, Lángara y Blas de Lezo, de la clase Gearing/Churruca. A estos se les agregaron, en los años 80, los transportes de ataque Castilla y Aragón. 

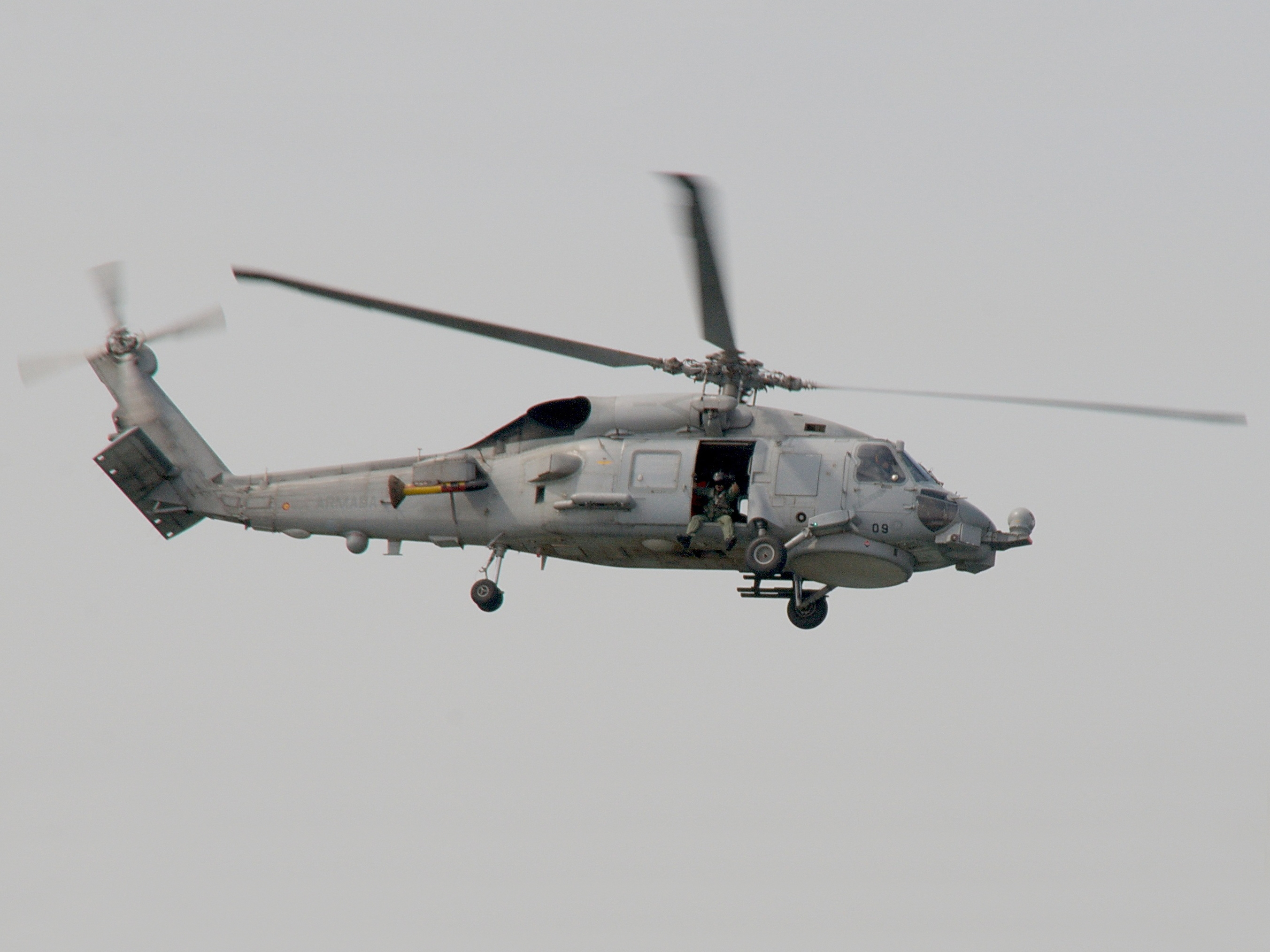
SH-60B Seahawk LAMPS Mk.III de la Armada Española.

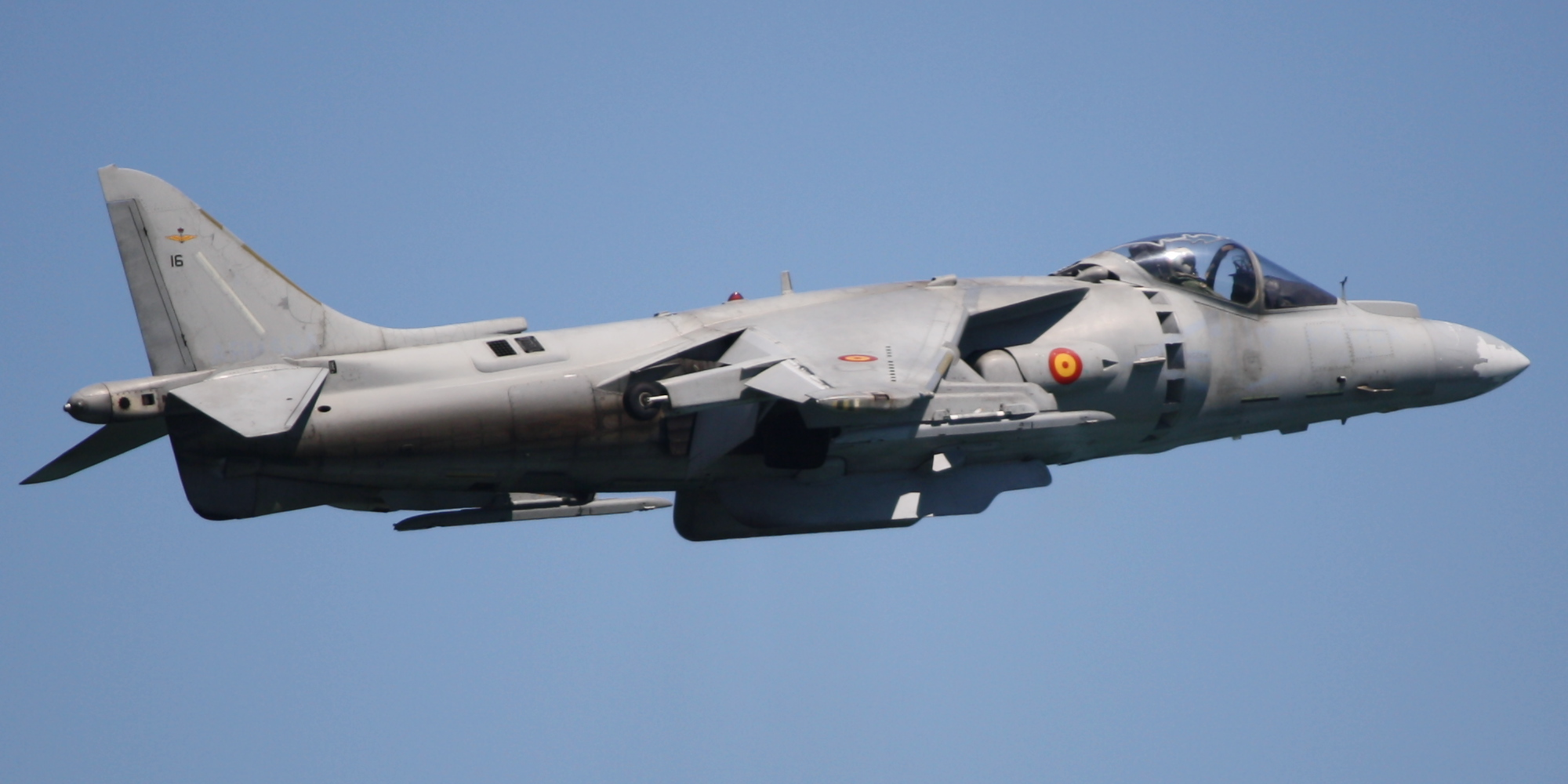
AV-8B Harrier II Plus de la Armada Española.

Con la entrada en servicio del portaaviones Príncipe de Asturias (R-11) y de las fragatas de la clase Santa María se potenció la Flotilla de Aeronaves de la Armada con la creación de dos nuevas Escuadrillas: la 9.ª y la 10.ª compuestas por AV-8B Harrier II Matador II y Sikorsky SH-60B Seahawk LAMPS III. En virtud del Plan ALTAMAR de los años 90 para la modernización de la flota, muchos de esos nuevos buques han sido diseñados para embarcar aeronaves de todo tipo.
Durante la primera mitad del año 2015 se genera y organiza la 11.ª Escuadrilla con motivo de la adquisición de sistemas no tripulados ScanEagle. Establece su base en las instalaciones de la Armada en Torregorda (San Fernando), donde comparte instalaciones con la Agrupación de Blancos Teledirigidos de la Armada, la nueva Escuadrilla será la encargada de operar los VANT de la Armada. Su primer despliegue fue el 20 de abril de 2015, cuando un destacamento de la 11.ª zarpó a bordo del buque Galicia con destino al Índico para participar en la operación Atalanta de lucha contra la piratería.
En toda esta historia jugó un papel esencial el ya fallecido Almirante General Saturnino Suanzes de la Hidalga, considerado como el artífice y máximo impulsor del Arma Aérea de la Armada y del Grupo Aeronaval. En reconocimiento a su labor en este sentido, y por disposición del Almirante General Sebastián Zaragoza Soto, en el año 2007 pasa a denominarse la Jefatura de la Flotilla de Aeronaves como "Almirante General Suanzes de la Hidalga".

### Buques históricos con capacidad aérea
- Portaaviones R-01 Dédalo (4 SH-3; 4 AB 204/AB 212; 4 AH-7G; 4 CH-9E; AV-8A/S Harrier, cubierta de vuelo, ascensores y hangar)
- Portaaviones R-11 Príncipe de Asturias (Grupo aéreo embarcado: 12 AV-8B Harrier II, 6 SH-3, 4AB 212 y 2 SH-3AEW, cubierta de vuelo, ascensores y hangar)
- Destructores D-42 Roger de Lauria y D-43 Marqués de la Ensenada, de la clase Oquendo (1 MD500, cubierta de vuelo y hangar)
- Destructores clase Churruca (1 MD500, cubierta de vuelo y hangar)
- Desembarco anfibio Clase Velasco (1 MD500, cubierta de vuelo)
- Desembarco anfibio clase Hernán Cortés (1 MD500, cubierta de vuelo)
- Petrolero de flota Marqués de la Ensenada (A-11) (1 SH-3 o AB 212, cubierta de vuelo y hangar)
- Transportes de ataque TA-11 Aragón y TA-21 Castilla (1 AB 212, cubierta de vuelo)
- Remolcador RR-19 (1 Bell 47, plataforma de vuelo)
- Transporte logístico Martín Posadillo (A-04) (capacidad para operar con helicópteros pero sin mantenimiento)

### Buques en servicio con capacidad aérea[9]
- Fragatas clase Santa María (1 o 2 SH-60B Seahawk, cubierta de vuelo y hangar)
- Fragatas clase Álvaro de Bazán (1 SH-60B Seahawk, cubierta de vuelo y hangar)
- Buque de Proyección Estratégica (BPE) L-61 Juan Carlos I
- Buques de desembarco anfibio clase Galicia (4 SH-3 o AB 212, cubierta de vuelo y hangar)
- Buque de aprovisionamiento en combate Patiño (A-14) (2 SH-3 o 3 AB 212, cubierta de vuelo y hangar)
- Buque de aprovisionamiento en combate Cantabria (A-15) (2 SH-3 o 3 AB 212, cubierta de vuelo y hangar)
- Transporte logístico Contramaestre Casado (A-01) (1 AB 212, cubierta de vuelo)
- Buque de Investigación Oceanográfica Hespérides (A-33) (1 AB 212, cubierta de vuelo y hangar)
- Patrulleros oceánicos de la clase Serviola (1 MD500 o AB 212, cubierta de vuelo)
- Patrulleros oceánicos P-62 Alborán, P-63 Arnomendi y P-64 Tarifa de la clase Chilreu (1 MD500 o AB 212, cubierta de vuelo)
- Patrulleros de altura BAM de la clase Meteoro (1 AB 212, cubierta de vuelo y hangar)

## Escuadrillas
| Escuadrilla                  | Modelo                                         | Imagen | País de fabricación   | N.º aparatos En servicio           | N.º aparatos Total                                              | Año Alta  | Año Baja                   | Misión                                     |
| ---------------------------- | ---------------------------------------------- | ------ | --------------------- | ---------------------------------- | --------------------------------------------------------------- | --------- | -------------------------- | ------------------------------------------ |
| 1ª Escuadrilla de aeronaves  | Bell 47                                        |        | Estados Unidos        | 0                                  | 14                                                              | 1954      | 1987                       | Adiestramiento Uso general                 |
| 2ª Escuadrilla de aeronaves  | Sikorsky H-19                                  |        | Estados Unidos        | 0                                  | 9                                                               | 1957      | 1976                       | Guerra ASW Transporte                      |
| 3ª Escuadrilla de aeronaves  | Agusta-Bell AB 204 AB 212                      |        | Italia Estados Unidos | 0                                  | 18 -4 Bell 204 -14 Bell 212                                     | 1965      | 2024 Transferencia a FAMET | VERTREP, CAS Transporte MEDEVAC Combat SAR |
| 4ª Escuadrilla de aeronaves  | Twin y Piper Comanche Cessna Citation II y VII |        | Estados Unidos        | 4 -3 C.Citation II -1 Citation VII | 8 -2 P.Comanche -2 T.Comanche -3 C. Citation II -1 Citation VII | 1964      | En activo                  | Transorte ligero Transporte VIP            |
| 5ª Escuadrilla de aeronaves  | Sikorsky SH-60 Seahawk                         |        | Estados Unidos        | 6 SH-60F Bl.2                      | 13 -7 SH-3 -6 SH-60F                                            | 2017      | En activo                  | Transporte                                 |
| 6ª Escuadrilla de aeronaves  | Hughes 500MD                                   |        | Estados Unidos        | 0                                  | 14                                                              | 1972      | 2023                       | Adiestramiento Enlace Señalización         |
| 7ª Escuadrilla de aeronaves  | Bell AH-1 Cobra                                |        | Estados Unidos        | 0                                  | 8                                                               | 1972      | 1984                       | Ataque antibuque Apoyo cercano             |
| 8ª Escuadrilla de aeronaves  | AV-8S y TAV-8S "Matador"                       |        | Reino Unido           | 0                                  | 15 -13 AV-8S -2 TAV-8S                                          | 1976      | 1997                       | Ataque Reconocimiento                      |
| 9ª Escuadrilla de aeronaves  | EAV-8B                                         |        | Estados Unidos        | 11 -10 AV8B II Plus -1 TAV-8B      | 22 -20 AV8B II Plus -2 TAV-8B                                   | 1987 2021 | En activo                  | CAS, Defensa aérea                         |
| 10ª Escuadrilla de aeronaves | Sikorsky SH-60 Seahawk                         |        | Estados Unidos        | 12 SH-60B (6 Bl.0 +6 Bl.1)         | 12                                                              | 1988 2002 | En activo                  | ASW ASuW                                   |
| 11ª Escuadrilla de aeronaves | ScanEagle                                      |        | Estados Unidos        | 4 sistemas (de 4 drones c/u)       | 16 drones                                                       | 2015      | En activo                  | Reconocimiento                             |
| 12ª Escuadrilla de aeronaves | Airbus H-135 P3H                               |        | Unión Europea         | 6                                  | 7                                                               | 2023      | En activo                  | Entrenamiento                              |
| 14ª Escuadrilla de aeronaves | NH90 MSPT                                      |        | Unión Europea         | 2                                  | 7                                                               | 2024      | En activo                  | Transporte táctico y asalto anfibio        |

## Modernización de la FLOAN

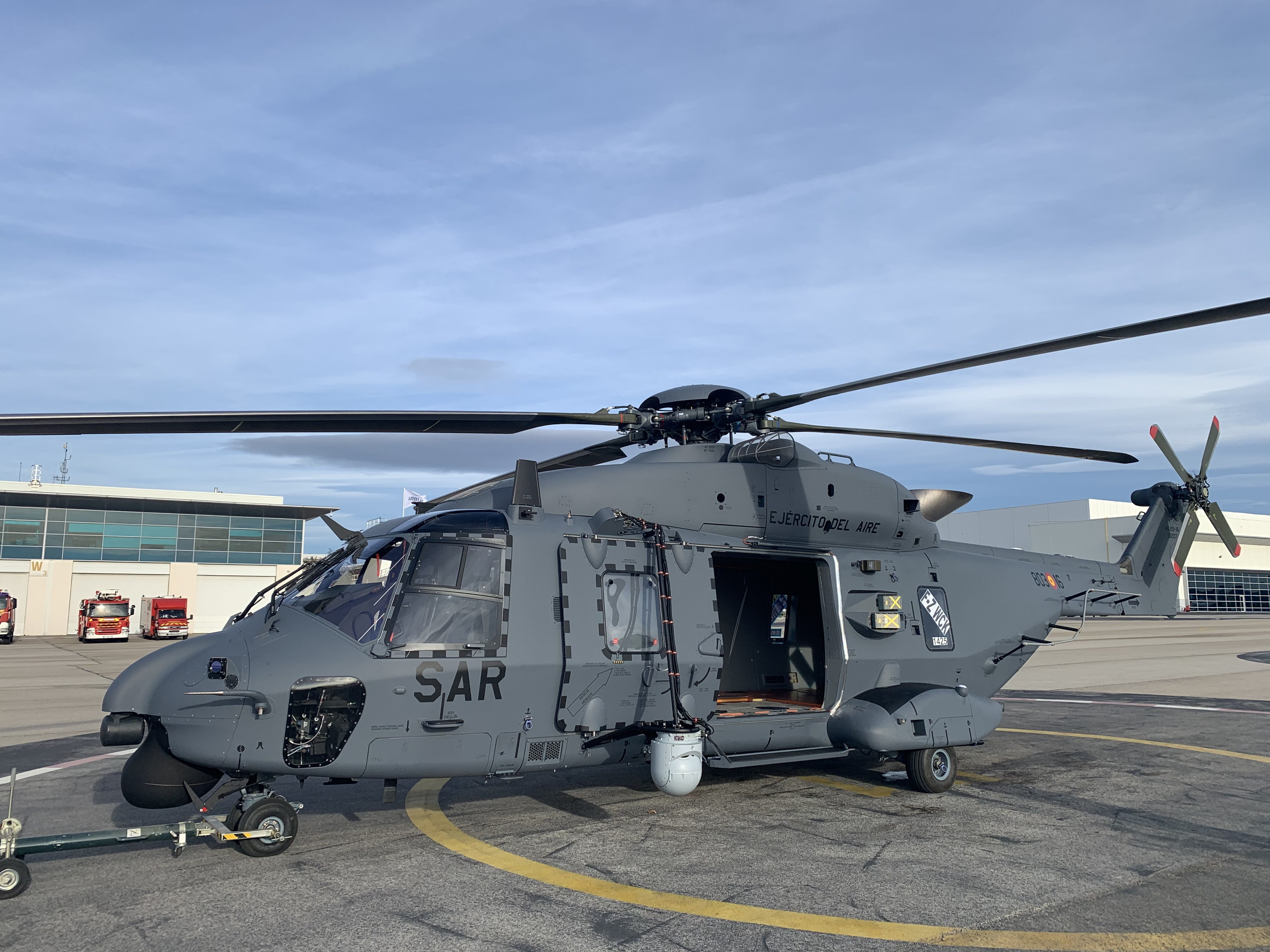
Un NH90 STD2 del Ejército del Aire de España en fase de pruebas en Airbus Helicopters.

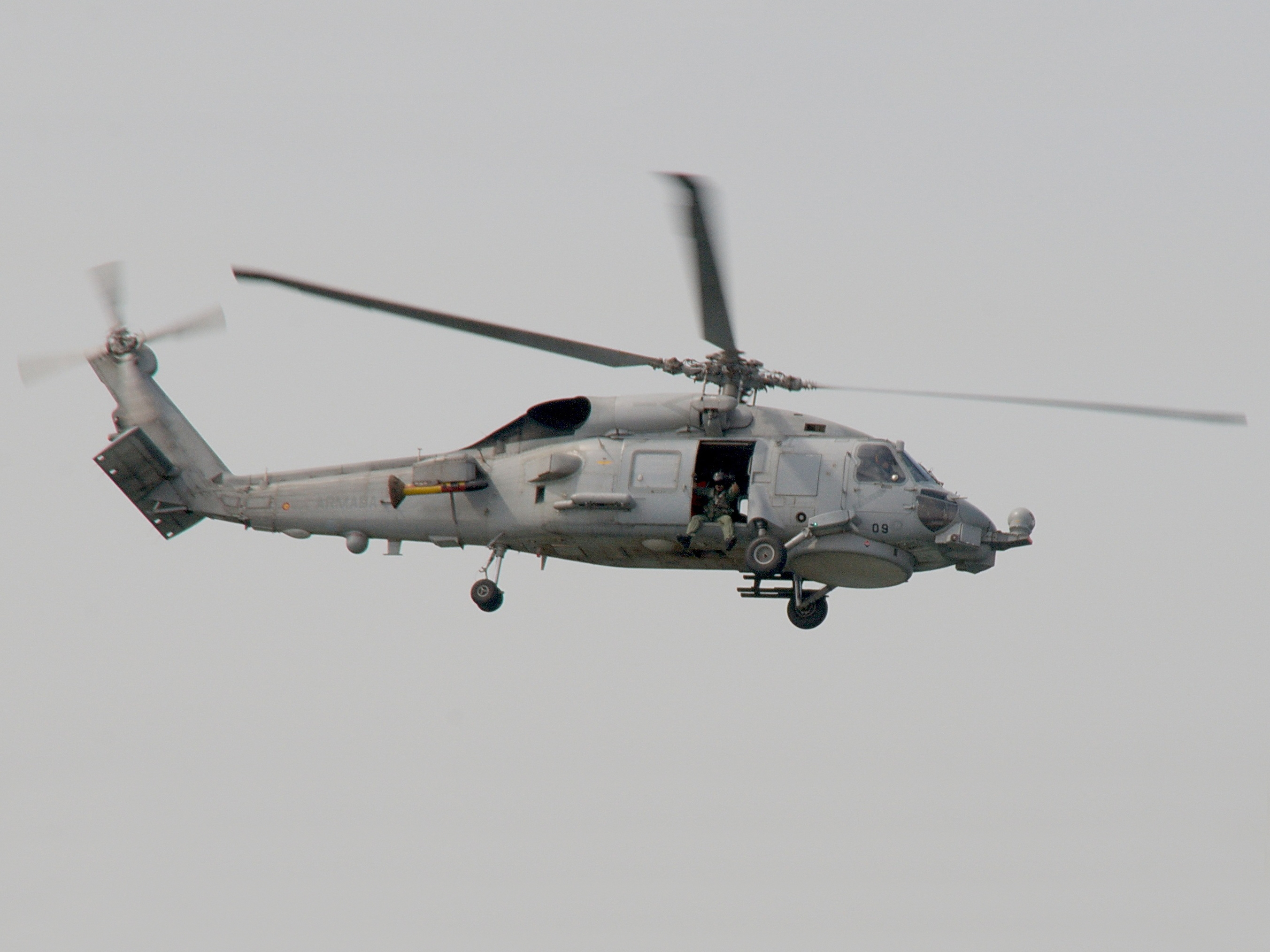
Un SH-60B Mk.III 01-1009 de la Armada Española.

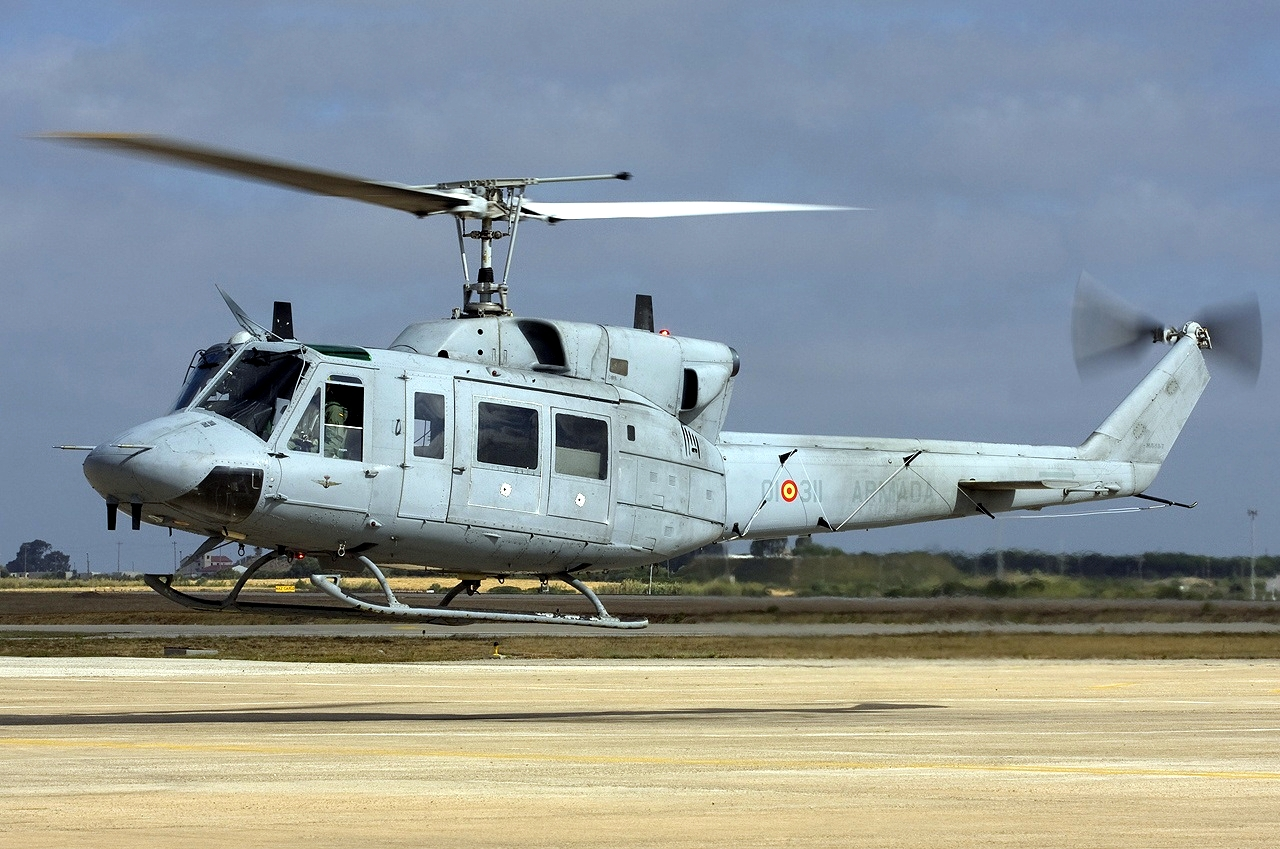
Un Agusta-Bell AB 212 de la Armada Española en el año 2009.

### HelicópterosNHI NH90
Este programa prevé la adquisición de nuevos helicópteros multipropósito, de carga media, para sustituir diversos modelos de los tres Ejércitos que están actualmente en servicio. El helicóptero elegido fue el NH90 en su versión de transporte táctico, que también ha sido elegido por Francia, Alemania, Holanda, Italia, Portugal, Australia, Nueva Zelanda, Grecia, Bélgica, Finlandia, Noruega, Suecia y Omán. El proceso de incorporación del NH-90 contemplaba para España un total de 104 helicópteros NH-90 de los cuales 28 debían corresponder a la Armada
El Consejo de Ministros aprobó el 19 de mayo de 2005 la adquisición de una primera fase de 45 unidades. Sin embargo, debido a la crisis económica a partir de 2008 el programa fue aplazado y después reducido primero a 38 unidades en 2011 y después a solo 22 aparatos en 2013, de entre los cuales no correspondía ninguno para la Armada.
En 2018 se aprobó una segunda fase del programa NH-90 que supuso la compra de otros 23 aparatos de los cuales a la Armada le corresponderían 7 que llegarían en el periodo entre 2023 y 2028.

### HelicópterosSikorsky SH-60F Seahawk[26][27]
Dada la carencia de helicópteros de transporte (en esos momentos solo 7 SH-3 Sea King y 7 Agusta-Bell AB 212) y la obsolescencia de estos, la Armada planteó adquirir SH-60F de segunda mano de Estados Unidos en una cantidad de al menos 10 aparatos. En 2010 se notificó al Congreso de los Estados Unidos una solicitud para la aprobación de la venta de los primeros 6 helicópteros SH-60F de segunda mano remozados procedentes de la Armada de los Estados Unidos.
Aunque en un principio no había partidas presupuestarias para este sistema de armas, en el Consejo de Ministros aprobó sucesivamente en 2012, 2016 y 2017, la dotación económica para la adquisición de tres parejas de SH-60F para transformarlos a la variante especializada en el transporte táctico, por un total de 92,5 millones de euros.En diciembre de 2018 se aprueba la compra de la cuarta pareja.
En 2018 ya se disponía de los dos primeros SH-60F operativos, esperándose la recepción dos más en 2019 y otros dos en 2021.Los helicópteros se encuadraron temporalmente en la 10ª escuadrilla junto con los SH-60B, desde donde pasararon a sustituir a los SH-3 Sea King en la 5º escuadrilla.
En agosto de 2022 se incorporó la tercera pareja, por lo que actualmente se dispone de seis unidades.
En 2022 la Agencia de Cooperación en Seguridad y Defensa (DSCA) de Estados Unidos autorizó al Congreso de EE. UU. la venta de ocho helicópteros MH60-R Romeo a España, para sustituir a los helicópteros SH-60B de la Décima Escuadrilla de Aeronaves

### Modernización de la flota de helicópterosAgusta-Bell AB 212[35]
Con el fin de alargar su vida operativa hasta la futura recepción de un vector aéreo definitivo y potenciar sus capacidades de acción marítima, los siete helicópteros de la Tercera Escuadrilla fueron objeto de una profunda modernización (PEVH). El consorcio encargado de llevarla a cabo estuvo compuesto en el ámbito de la ingeniería por SENER y, en el diseño y la integración, INAER Helicópteros SAU. El programa incluyó los siguientes sistemas añadidos:
- FLIR (Forward Looking Infrarred)
- Radar de exploración
- Instrumentación y aviónica en glass cockpit compatible con el sistema de visión nocturna en servicio (NVG)
- Modernización de los sistemas de comunicaciones e integración como helicóptero embarcado en los patrulleros de la clase Meteoro
- Sistemas de autoprotección y autodefensa:
  - Protección balística
  - MAWS (Sistema de protección contra misiles)
  - Afuste universal para una ametralladora multitubo 7,62 (a babor)

- Sistema de navegación GPS
- Tanques de combustible auxiliares
- Grúa de carga

El aparato utilizado como prototipo, ya modernizado, realizó su primer vuelo el 17 de diciembre de 2013.

### Sustitución de losCessna Citation[39]
El Ministerio de Defensa anunció que está previsto remplazar los aparatos de la Cuarta Escuadrilla, a partir del periodo 2024-2026. El principal sustituto por el momento es el modelo suizo Pilatus PC-24, si bien dicha compra depende, según el departamento, de una evaluación previa de viabilidad, así como de la disponibilidad de fondos.

### Sustitución de losHarrier IIpor elF-35B
En noviembre de 2021 algunos medios informaron que España estaba considerando adquirir 50 cazas estadounidenses F-35: 25 F-35A (variante de despegue y aterrizaje convencional) para el Ejército del Aire y del Espacio y otros tantos F-35B (variante de despegue en corto y aterrizaje vertical) para la Armada, habiendo solicitado oficialmente información acerca de estos modelos. A pesar de que la Armada insiste en la necesidad de dicha sustitución, desmintieron que haya tal interés por parte del Gobierno y por tanto que esas supuestas adquisiciones se formalizaran. Por su parte, el Gobierno, a través del Ministerio de Defensa, afirmó que de momento no hay planes de entrar en el proyecto F-35 estadounidense ya que España está plenamente comprometida con el Futuro Sistema Aéreo de Combate (FCAS) europeo. Aun así, mandos de la Armada afirman que el F-35B es el único sustituto de los veteranos Harrier, sin ellos el poder naval del ala fija embarcable se perdería durante un tiempo.
Finalmente y desgraciadamente España ha descartado el F-35 por razones de soberanía y alineación presupuestaria con Europa, buscando garantizar la independencia tecnológica, la interoperabilidad con la OTAN y el desarrollo industrial local.

¿Por qué ha tomado España esta decisión? Lockheed Martin afirma que al producirse en Italia, estos aviones serían europeos. La decisión de Estados Unidos de controlar todos los mandos de los F-35, especialmente la tecnología más crítica, no da mucha confianza a que en cualquier momento desde Washington decidan ‘desconectar’ cualquier botón. El mantenimiento de este caza es muy elevado y requiere unas estructuras que la compañía exige, algo que no ha gustado en España, y en otros países europeos que consideran un abuso, como ha afirmado Suiza.
Así, España ha descartado oficialmente el F-35 por razones de soberanía y alineación presupuestaria con Europa. Además, la tendencia europea es clara: apostar por plataformas propias que garanticen independencia tecnológica, interoperabilidad con la OTAN y el desarrollo industrial local.
Pero, mientras FCAS y Tempest no estén operativos, los cazas de 4ª generación avanzada como Eurofighter, Rafale, Gripen, seguirán siendo la columna vertebral de las fuerzas aéreas europeas.

Tempest / GCAP (Global Combat Air Programme). Este avión une a Reino Unido, Italia, Japón, Suecia. Sería un caza de sexta generación desarrollado con IA, armas de energía dirigida, cabina virtual y capacidad no tripulada. En teoría, entraría en servicio dentro de 10 años.
El consorcio de empresas conocido como “Team Tempest”, incluye al Ministerio de Defensa Británico, BAE Systems, Rolls-Royce, Leonardo y MBDA UK. El gobierno británico planea gastar 2 mil millones de libras esterlinas para la fase inicial del proyecto hasta 2025.

### Posibles futuras aeronaves del futuro portaviones tradicional de la Armada
Tras la intención de la Armada de construir un portaaviones tradicional y dos nuevos LHD del tipo Juan Carlos I, la Armada tendrá que adquirir nuevas aeronaves para operar en dichos buques. 
· F-35: Varias fuentes afirman que la mejor opción operativa es por necesidad dotar al futuro portaviones con el F-35C (variante naval de despegue por catapulta y aterrizaje por retención con cable) estadounidense con unas 25/30 unidades. Si España decide comprar el F-35, al igual que otros países que se han decantado por esta opción, podría fabricar parte del fuselaje y de las piezas del caza en territorio nacional, generando puestos de trabajo y tecnología avanzada. Además le daría a la Armada una capacidad de baja visibilidad al radar, cosa que otras opciones no podrían. Y si se adquieren también el F-35 para el Ejército del Aire y del Espacio y para los dos nuevos LHD, abarataría los costes de mantenimiento y operatividad. Otro motivo destacable de esta alternativa, es el hecho de que actualmente todos los pilotos de Harrier II de la Armada reciben la mayor parte de su formación en EEUU con los pilotos de la US Navy, por lo que adquirir el F-35 no rompería con esa tradición.  
· Rafale: Algunos medios destacan la posibilidad de que España adquiera el Rafale M (variante naval de despegue por catapulta y aterrizaje por retención con cable) francés, unas 25/30 unidades, pero es una solución poco probable debido a la competencia directa con el Eurofighter Typhoon y por la poca utilidad que tendrá en la época en que entre en servicio (2040). 
· Eurofighter Typhoon: Otros apuntan a una posible navalización del Eurofighter Typhoon, lo que supondría un gran apoyo económico a la industria militar nacional y soberanía nacional. Pero también es una opción improbable debido al gran presupuesto que supondría, el cual no sería compensado debido a las pocas unidades que se requieren (entre 25/30 unidades). 

· FCAS: Todo esto en detrimento del FCAS, que sería la segunda opción más probable después del F-35C, debido a la gran incertidumbre que se ha generado al rededor de dicho proyecto por las disputas con Francia y su intención de quedarse con el 80% de dicho proyecto, en lugar del 33% de participación unánimemente pactado entre Francia, Alemania y España. También con respecto al lejano horizonte (2040/45) en el que se prevé que dicho caza entrará en servicio. Y por último por el desconocimiento de si se hará una versión naval del FCAS. 
Los dos nuevos LHD solo podrían ser dotados por la única opción posible, el F-35B con unas 12 unidades aproximadamente cada uno.